# Брадшо (Небраска)
Брадшо (енгл. Bradshaw) град је у америчкој савезној држави Небраска.

## Демографија
По попису из 2010. године број становника је 273, што је 63 (-18,8%) становника мање него 2000. године.
| Група             | 2000.       | 2010.       |
| Белци             | 326 (97,0%) | 247 (90,5%) |
| Афроамериканци    | 0 (0,0%)    | 0 (0,0%)    |
| Азијати           | 0 (0,0%)    | 1 (0,4%)    |
| Хиспаноамериканци | 3 (0,9%)    | 15 (5,5%)   |
| Укупно            | 336         | 273         |